# Symeon Savvidis
Symeon Savvidis (griechisch Συμεών Σαββίδης; * 1859 in Tokat; † Februar 1927 in Athen; auch Symeon Sabbides transkribiert) war ein griechischer Maler und einer der bedeutendsten Vertreter der Münchener Schule der Malerei.

## Leben
Savvidis entstammte einer wohlhabenden kleinasiatischen Kaufmannsfamilie. Er sollte eines Tages die Geschäfte weiterführen, daher schickten ihn seine Eltern zum Studium auf die Handelsschule der Insel Chalki, nahe Konstantinopel. Nach seinem Abschluss der Handelsschule studierte er Architektur an der Nationalen Technischen Universität von Athen. Später studierte er von 1880 bis 1887 Malerei an der Akademie der Bildenden Künste von München. Er war Schüler von Nikolaus Gysis, Ludwig von Löfftz und Wilhelm von Diez. Savvidis blieb in München bis zu seiner Rückkehr nach Griechenland im Jahre 1925. Sein Aufenthalt in Deutschland wurde nur durch wenige Reisen in seine kleinasiatische Heimat unterbrochen, wo er Inspirationen für seine Werke sammelte. Seine Bilder waren bei vielen internationalen Ausstellungen in Athen, Berlin, Leipzig, Hamburg, Wien, Paris und London zu sehen. Er kehrte 1925 verarmt und schwer erkrankt nach Athen zurück, wo er zwei Jahre später starb.

## Werke
Savvidis gilt als einer der bedeutendsten griechischen Maler des 19. Jahrhunderts. Seine Werke thematisieren das menschliche Wesen und den Orient. Bei seinen Werken suchte er die perfekte bildliche Darstellung und die perfekte farbliche Harmonie. Charakteristische Beispiele seiner Arbeit sind die Ölbilder Das Entzünden der Pfeife (1898), das meisterhafte Bild Studium der Farben (1910) und das zum Impressionismus tendierende Boote auf den Wassern des Bosporus (1903).
Seine Ansichten über die Malerei stellte er in seinem Buch Werke und Nebenwerke dar (oder Arbeiten und Nebenarbeiten; griechisch Erga kai Parerga). Das Buch veröffentlichte er in deutscher Sprache. Der Originalentwurf zu diesem Buch wird in der Nationalgalerie Griechenlands aufbewahrt.
Kunsthistoriker ordnen Savvidis zu den Orientalisten der Münchener Schule ein, die sich hauptsächlich mit östlichen Themen befassten. Allerdings stellte er in den letzten Jahren seines Lebens in seinen Bildern die Natur in den Mittelpunkt.

## Galerie

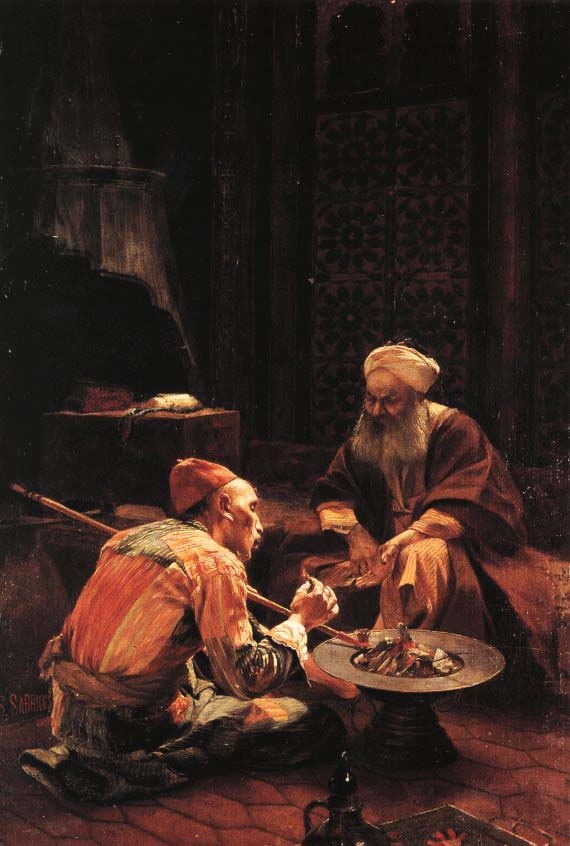
Das Anzünden der Pfeife (Το άναμμα του τσιμπουκιού), 1898, Öl auf Leinwand, 85 × 56 cm, Nationalgalerie (Athen)
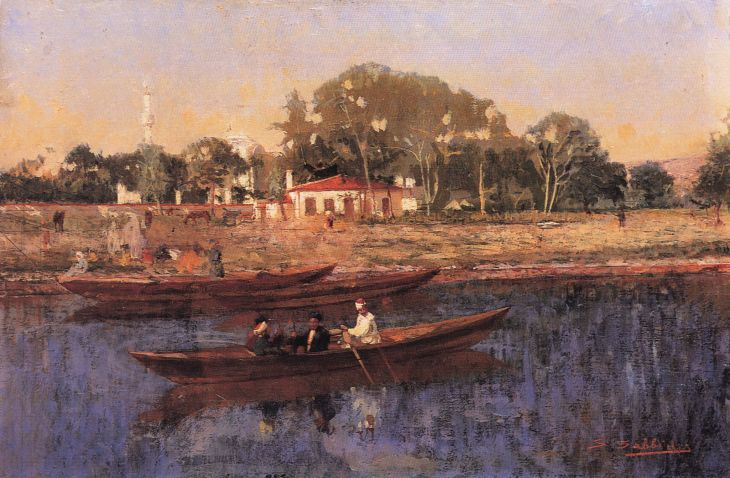
Boote auf den Wassern des Bosporus (Βάρκες στα νερά του Βοσπόρου), 1903, Öl auf Holz, 35 × 50 cm, Nationalgalerie (Athen)
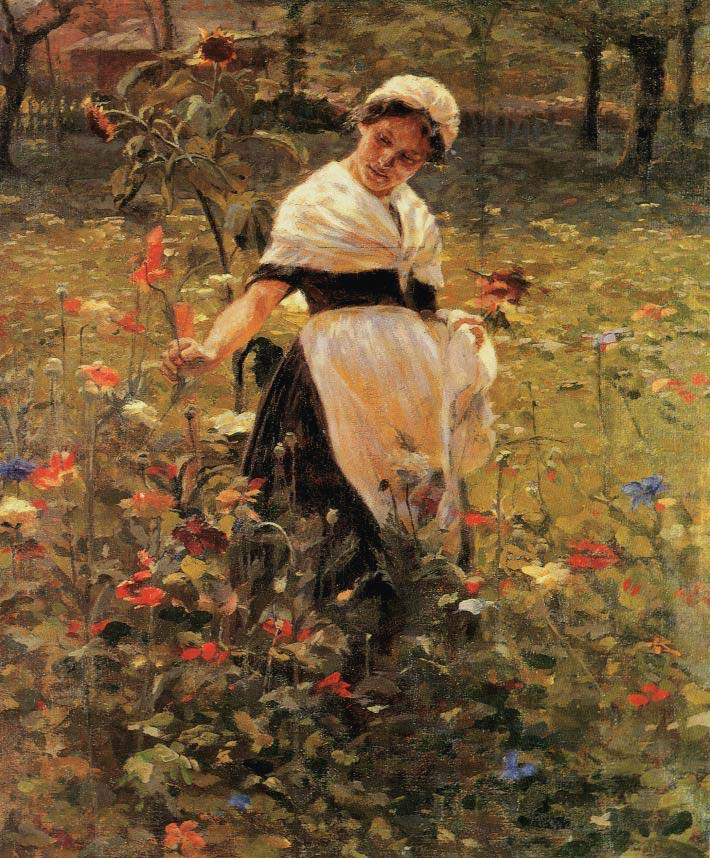
Farbstudie (Μελέτη χρωμάτων), 1910, Öl auf Leinwand, 60 × 50 cm, Nationalgalerie (Athen)